# Bar Giuseppe
Bar Giuseppe è un film del 2019 diretto da Giulio Base.
La pellicola è un'interpretazione della natività in chiave moderna.

## Trama
Giuseppe perde improvvisamente la moglie con la quale gestiva una stazione di servizio con annesso bar su una strada trafficata in Puglia. Non ricevendo aiuto dai due figli adulti per la gestione del bar, assume Bikira (termine che in lingua swahili significa "vergine"), una ragazza diciottenne da poco sbarcata in Italia insieme ai due genitori adottivi. Nonostante la grande differenza di età, i due si innamorano e si sposano, creando scandalo nel paese di provincia. In seguito la ragazza comunica a Giuseppe di aspettare un bambino sostenendo di non essere stata toccata da nessun uomo.

## Produzione
Il film è stato girato in gran parte in Puglia a Bitonto, con scene anche nei territori tra Terlizzi, Palo del Colle e Canosa di Puglia nel borgo di Loconia, fino a Lavello in Basilicata.
Le riprese si sono svolte tra novembre e dicembre del 2018.

## Distribuzione
A causa delle misure di prevenzione per la pandemia di COVID-19 la distribuzione nelle sale non ha potuto essere adeguatamente programmata.
Il film, presentato alla Festa del Cinema di Roma 2019, è stato distribuito e reso disponibile da Rai Cinema in esclusiva su RaiPlay dal 28 maggio 2020.